# Thomas Anthony Daly
Thomas Anthony Daly (30 de abril de 1960) é um ministro americano e bispo católico romano de Spokane.
Thomas Anthony Daly foi ordenado sacerdote em 9 de maio de 1987.
Papa Bento XVI nomeou-o Bispo Auxiliar de San Jose, Califórnia e Bispo Titular de Tabalta em 16 de março de 2011. O bispo de San Jose, Califórnia, Patrick Joseph McGrath, concedeu sua consagração episcopal em 25 de maio do mesmo ano; Os co-consagradores foram George Leo Thomas, Bispo de Helena, e George Hugh Niederauer, Arcebispo de São Francisco.
O Papa Francisco o nomeou Bispo de Spokane em 12 de março de 2015. A posse ocorreu em 20 de maio do mesmo ano.